# 沖縄の女
「沖縄の女」（おきなわのひと）は、北島三郎のシングル。1972年5月20日に日本クラウンから発売された。

## 概要
- 通称「女（ひと）シリーズ」[2] [3] [4]と呼ばれる内の一曲であり、歌詞の中には古都の高台、さんごのかんざし、デイゴ、シュロ、椰子、コザが登場する。
- 2004年にリリースされた「【函館の女】～女シリーズ～その女をたずねて」[5]、2007年にリリースされた「その女をたずねて〜函館から沖縄まで〜」[6]にも収録されている。

## 収録曲
両曲共／編曲：清水路雄
1. 沖縄の女
作詞：星野哲郎、作曲：島津伸男
2. 島の乙女（みやらび）
作詞：南沢純三、作曲：前田利明